# Hanzehogeschool Groningen

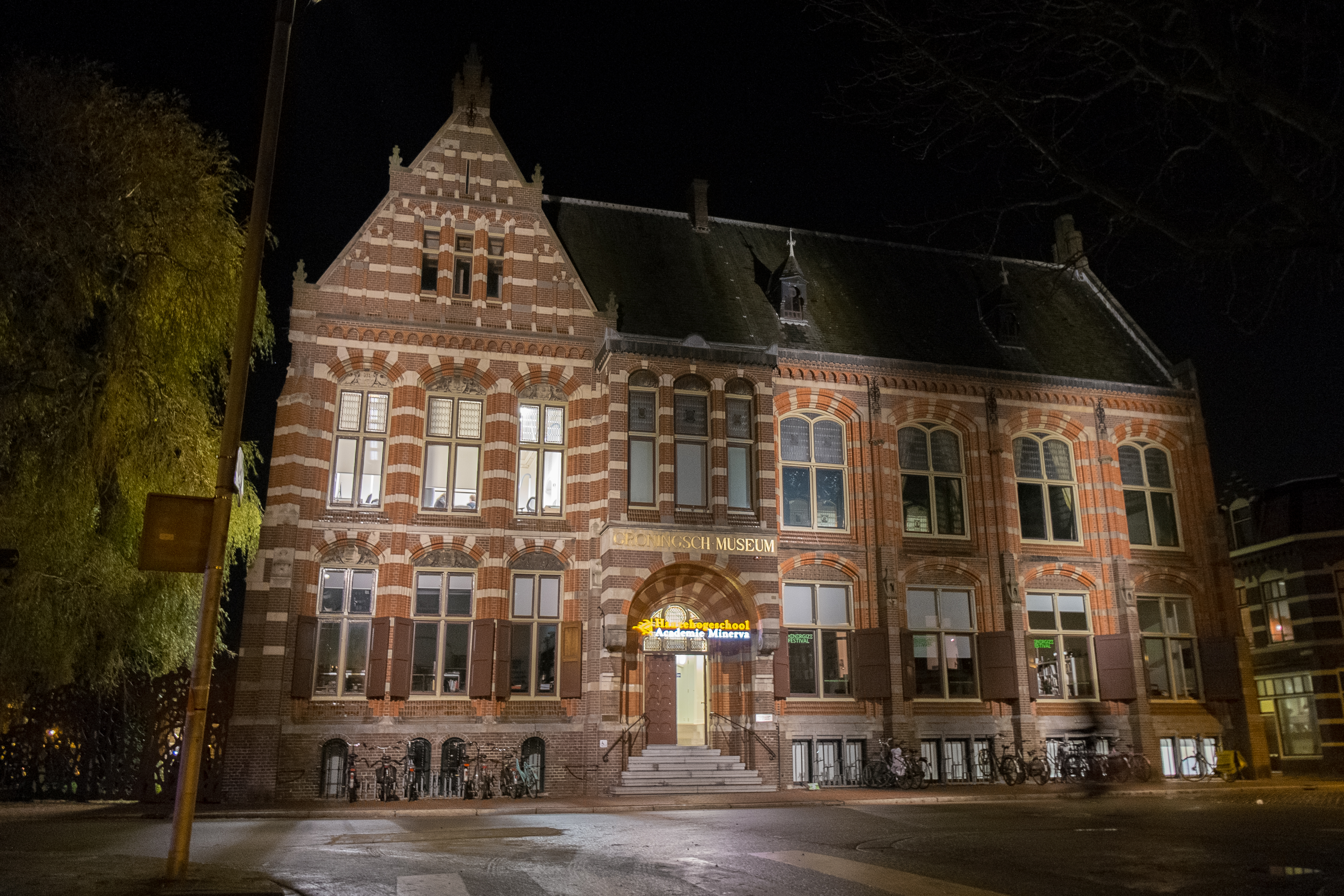
Academie Minerva van de Hanzehogeschool Groningen.

 De Hanze (Engels: Hanze University of Applied Sciences) is de oudste en grootste hogeschool  in het noorden van Nederland. In 2023 vierde de Hanze haar 45-ste lustrum. Het was toen 225 jaar geleden dat aan de Academie van Teeken-, Bouw- en Zeevaartkunde de eerste les werd gegeven. De hogeschool telt 31.294 studenten en 3.831 medewerkers. Studenten uit binnen- en buitenland studeren aan 56 bacheloropleidingen, 12 programma's voor een Associate degree en 23 masteropleidingen. Steeds meer opleidingen bieden Engels- en Duitstalige programma's aan. Het onderwijs is georganiseerd in 18 scholen. Met 7 multidisciplinaire kenniscentra integreert de Hanze toegepast onderzoek, beroepspraktijk en innovatie in het onderwijs. 43 lectoraten doen toegepast onderzoek in nauwe samenwerking met het bedrijfsleven en instellingen. De hogeschool heeft vestigingen in de stad Groningen (hoofdvestiging), Assen, Leeuwarden en Amsterdam.
De Hanze wordt bestuurd door een college van bestuur: Dick Pouwels (voorzitter), Petra Smeets en Annemarie Hannink.

## Academies
De Hanze bestaat sinds september 2004 uit verschillende schools (ook wel academies of instituten genoemd), die de eerdere faculteitenstructuur vervingen. De schools zijn:
- Academie Minerva - Beeldende Kunst en Vormgeving
- Academie Minerva - Popcultuur
- Academie van Bouwkunst - Architectuur Master
- Academie voor Architectuur, Bouwkunde en Civiele techniek
- Academie voor Gezondheidsstudies, onder andere Fysiotherapie en Logopedie
- Academie voor Sociale Studies, onder andere Toegepaste psychologie en Rehabilitatie
- Academie voor Verpleegkunde, onder andere HBO-V en Advanced Nursing Practise
- Dansacademie Lucia Marthas
- Hanze Institute of Technology
- Instituut voor Bedrijfskunde. onder andere Bedrijfskunde en Vastgoedkunde
- Instituut voor Communicatie, Media en IT (onder andere Communicatiesystemen en Technische informatica)
- Instituut voor Engineering (onder andere Elektrotechniek en Werktuigbouwkunde)
- Instituut voor Facilitair management
- Instituut voor Financieel Economisch Management (onder andere Accountancy en Bedrijfseconomie)
- Instituut voor Life Science & Technology (onder andere Biologie en Medisch Laboratoriumonderzoek en Bio-informatica)
- Instituut voor Marketing Management (Commerciële Economie, Small Business and Retail Management en International Business and Languages)
- Instituut voor Rechtenstudies (HBO-Rechten en Sociaal Juridische Dienstverlening)
- Instituut voor Sportstudies (Lerarenopleiding Lichamelijke Opvoeding en Sport, Gezondheid en Management)
- International Business School
- Pedagogische Academie (Lerarenopleiding Basisonderwijs)
- Prins Claus Conservatorium (Muziekopleidingen (klassiek, jazz, compositie e.d.) en opleiding docent Muziek)

## Geschiedenis
De Hanze is opgericht in 1986 als fusie van de Hogere Economische School en de Prinses Julianaschool. In april 1993 kwam ook de Rijkshogeschool Groningen onder de vleugels van de Hanze, en in 1998 gebeurde hetzelfde met het Prins Claus Conservatorium en de Kunstacademie Minerva, die haar wortels heeft in de in 1798 opgerichte school voor Teken-, Bouw- en Scheepvaartkunde. In 2023 viert de Hanze haar 45-ste lustrum. Het is dan 225 jaar geleden dat aan de Academie van Teeken-, Bouw-, en Zeevaartkunde de eerste les werd gegeven. Een groot deel van de Hanze is gevestigd op het Zernikecomplex aan de noordkant van Groningen. Ook zijn er een aantal vestigingen in de stad Groningen, Assen, Leeuwarden en Amsterdam.

## Medezeggenschap
Studenten en docenten van de Hanze worden op centraal niveau vertegenwoordigd in de Hogeschool Medezeggenschapsraad (HMR) en op instituutsniveau in School Medezeggenschapsraden (SMR'en). In de HMR bestaan fracties gelieerd aan de Algemene Onderwijsbond (AOb, personeel), de Hanze Studentenbelangen Vereniging (HSV) en Lijst Student Erkend (STERK).